# Buch- und Medienwirtschaft - Verlag
Buch- und Medienwirtschaft - Verlag ist ein Lehrberuf in Österreich.

## Aufgaben
Verlagskaufleute sind zuständig für die kaufmännischen und organisatorischen Prozesse im Verlagswesen: Herstellung, Verkauf und Vertrieb von Verlagsprodukten (Bücher, Zeitschriften, Zeitungen, Multimediaprodukte), Vertragsvorbereitung für Autoren und Lizenzverträge, Katalogerstellung, Präsentation von Verlagsprodukten und Werbemaßnahmen sowie Datenbank- und Katalogerstellung. Weitere Tätigkeiten sind das kalkulieren und ermitteln von Verkaufspreisen sowie die Auswahl der Vertriebswege der angebotenen Produkte. Voraussetzung für die Tätigkeit als Verlagskaufmann/-frau ist neben fachspezifischem Wissen im Presse- und Urheberrecht (sowie verwandten Schutzrechten) auch das administrative Arbeiten mit betrieblichen Kommunikationssystemen sowie betriebliche Buchführung und Kostenrechnung und das Erstellen von Statistiken und Karteien.

## Ausbildung
Die Ausbildung dauert drei Jahre. Sie erfolgt überwiegend im Ausbildungsbetrieb und begleitend dazu in der Berufsschule, die den theoretischen Hintergrund zur Ausübung des Berufs vermittelt.

## Anforderungen
- Arbeit mit Datenbanken: Auswerten von Statistiken, Dateien und Karteien
- Kenntnisse in Presserecht, Urheberrecht und verwandten Schutzrechten
- Ermittlung von Marktsegmenten zur Produktplatzierung
- Verkaufspreise kalkulieren und ermitteln
- Präsentation von Verlagsprodukten
- Zusammenstellung von Verlagsverzeichnissen und Katalogen
- Betreuung von Verlagsvertretern
- Vertragsvorbereitung mit Autoren, Lizenzverträge
- Betriebliche Buchführung und Kostenrechnung